# Los Angelesklasse
De Los Angelesklasse, ook 688-klasse, is een klasse van nucleair aangedreven aanvalsonderzeeërs (Fast Attack submarine, SSN) van de United States Navy. Het vlaggenschip van de klasse was de in 1976 in gebruik genomen USS Los Angeles (SSN-688). Van de klasse werden er 62 gebouwd van 1972 tot 1996, de laatste 23 volgens een verbeterde 688i-standaard. In 2024 waren er nog 24 onderzeeërs van de Los Angelesklasse in dienst, goed voor bijna de helft van de 50 snelle aanvalsonderzeeërs van de Amerikaanse marine.
Onderzeeërs van deze klasse zijn vernoemd naar Amerikaanse steden, zoals Albany, New York; Los Angeles, Californië; en Tucson, Arizona, met uitzondering van de USS Hyman G. Rickover, genoemd naar Admiraal Hyman Rickover, de 'vader van de nucleaire marine'. Dit was een verandering ten opzichte van het traditioneel vernoemen van aanvalsonderzeeërs naar zeedieren, zoals USS Seawolf of USS Shark. Rickover verklaarde de beslissing om de onderzeeërs te vernoemen naar steden (en af en toe politici die invloedrijk zijn in defensiekwesties) door op te merken dat "vissen niet stemmen".

## Ontwerp en ontwikkeling
Aan het einde van de jaren 1960 bedreigde de vooruitgang van de Sovjet-Unie op het gebied van onderzeeërtechnologie in toenemende mate de overlevingskansen van de Amerikaanse marine (USN) vliegdekschepen. Sovjet-onderzeeërs met snelle aanvallen werden in staat om gelijke tred te houden met vliegdekschipgroepen, terwijl hun nieuwere raketonderzeeërs de verdediging van de groep mogelijk konden overweldigen met salvo's van raketten. De ontwikkeling van de Los Angelesklasse begon in 1967 als reactie. De klasse had oorspronkelijk in wezen dezelfde wapens en sensoren als de voorgaande Sturgeonklasse, maar was ongeveer 50% groter met "grote verbeteringen" in stealth en snelheid, zodat ook zij de gevechtsgroepen van vliegdekschepen konden bijhouden.
General Dynamics Electric Boat ontwierp de nieuwe klasse, bouwde 33 van de onderzeeërs, de andere 29 werden, bijna in een afwisseling een per een, gebouwd door Newport News Shipbuilding. Het hele proces, van ontwerp tot oplevering verliep verre van vlekkeloos. Op 1 december 1976 diende General Dynamics Electric Boat (GDEB) een claim van $ 544 miljoen in met betrekking tot het initiële contract voor 18 onderzeeërs van de Los-Angelesklasse. De aannemer beweerde dat de United States Navy (USN) een onnodig aantal ontwerpwijzigingen had aangebracht, terwijl de regering beweerde dat Electric Boat zijn activiteiten verkeerd beheerde.  De USN en General Dynamics bereikten in juni 1978 een eerste schikkingsovereenkomst van $ 843 miljoen. De contractprijs werd verhoogd met $ 125 miljoen, GDEB absorbeerde een verlies van $ 359 miljoen en de USN betaalde nog eens $ 359 miljoen conform Public Law 85-804. De USN en General Dynamics hadden nog een geschil in 1979-1980 toen werd ontdekt dat niet-conform staal was gebruikt bij de constructie van de onderzeeërs en duizenden lassen defect bleken te zijn of ontbraken. Dit leidde ertoe dat General Dynamics een verzekeringsclaim van $ 100 miljoen indiende om de kosten van herinspecties van het werk van de werf te dekken, "dus Electric Boat vroeg de marine om het te vergoeden voor haar eigen wanbeheer." Ook hier bereikten beide partijen in 1981 een overeenkomst. De marine had de scheepsbouwcapaciteit van GDEB nodig om haar inkoopdoelen te bereiken. 
De Los Angelesklasse onderzeeërs werden gebouwd in drie opeenvolgende flights of versies:
| Flight | Referentienummers | Besteldata | Verbeterd |
| ------ | ----------------- | ---------- | --- |
| I      | SSNs 688–718      | 1971–1977  | N/A |
| II     | SSNs 719–750      | 1977–1982  | 12 verticale launch tubes voor Tomahawk sea launched cruise missiles (SLCM) en een verbeterde nucleaire reactorkern.                                                         |
| III    | SSNs 751–773      | 1982–1989  | "688i" (de i van Improved): Stiller, geavanceerde electronica, verbeterde BSY-1 sonarset, de mogelijkheid mijnen te leggen en geconfigureerd voor operaties onder ijsplaten. |

## Design

### Mogelijkheden
Volgens het United States Department of Defense is de topsnelheid van de onderzeeërs van de Los Angelesklasse meer dan 25 knopen (46 km/u, 29 mph), hoewel het werkelijke maximum niet wordt vrijgegeven. Sommige schattingen van vakpublicaties gaan van 30 tot 33 knopen (56 tot 61 km/u, 35 tot 38 mph). In zijn boek "Submarine: A Guided Tour Inside a Nuclear Warship" uit 1993 schatte Tom Clancy de topsnelheid van onderzeeërs van de Los Angelesklasse op ongeveer 37 knopen (69 km/u, 43 mph).
De Amerikaanse marine specifieert ook voor de maximale operationele diepte van de Los Angelesklasse een getal van 650 ft (200 m), terwijl de journalist Patrick Tyler in zijn boek "Running Critical", een maximale operationele diepte van 950 ft (290 m) suggereert. Hoewel Tyler de ontwerpcommissie van de 688-klasse voor dit cijfer citeert, weigert DoD dit te bevestigen. De maximale duikdiepte is 1.475 ft (450 m) volgens Jane's Fighting Ships, 2004-2005 Edition, onder redactie van Commodore Stephen Saunders van de Royal Navy.

### Wapens
Onderzeeërs van de Los Angelesklasse beschikken over 24 torpedobuisgelanceerde wapens, evenals Mark 67 en Mark 60 CAPTOR-zeemijnen en zijn ontworpen om Tomahawk-kruisraketten en Harpoon-raketten horizontaal (vanaf de torpedobuizen) te lanceren. De laatste 31 boten van de Los Angelesklasse (Flight II en Flight III/688i) hebben ook 12 speciale verticale lanceersysteembuizen voor het lanceren van Tomahawks.

### Controlesystemen
In bijna 40 jaar tijd zijn de mogelijkheden van de controlesystemen ingebouwd in de opeenvolgend afgewerkte onderzeeërs van de klasse drastisch veranderd. De Los Angelesklasse was oorspronkelijk uitgerust met een eerste versie van het vuurleidingssysteem, draaiend op een computerconsole met beperkte mogelijkheden. Vanaf de USS Dallas werd een "volledig digitaal" vuurleidingssysteem geïnstalleerd. Nog later volgde een systeem van Lockheed Martin met bijkomende functionaliteit, waar onder meer de mogelijkheid om Tomahawk-raketten af te vuren was toegevoegd. Ook kon de informatie uit zowel gesleepte array- als sferische array-trackers veel sterker gevisualiseerd worden. Die sonartrackers zijn signaalvolgers die peilings-, aankomsthoek- en frequentierapporten genereren op basis van informatie die door een akoestische sensor wordt ontvangen. Na een upgrade van het Lockheed Martin door een systeem gebouwd door Raytheon boodt de besturing Tomahawk Block III verticale lanceringscapaciteit, naast andere door de vloot gevraagde verbeteringen.

### Sonarsensoren
In de Los Angelesklasse is een reeks hydrofoons hard gemonteerd aan elke kant van de romp. De kwaliteit en prestaties zijn een gevoelige verbetering tegenover vorige versies en bieden het commando veel nauwkeurigere informatie en meer verweer tegen zeer stille onderzeeërs. De toenemende processorkracht en de open interfaces maken dat systemen verder kunnen evolueren en groeien.

### Engineering en hulpsystemen
Twee waterdichte compartimenten worden gebruikt in de onderzeeërs van de Los Angelesklasse. Het voorste compartiment bevat woonruimtes voor de bemanning, ruimtes voor het hanteren van wapens en controleruimtes die niet cruciaal zijn voor het herstellen van de voortstuwing. Het achtercompartiment bevat het grootste deel van de technische systemen van de onderzeeër, turbines voor energieopwekking en waterproductieapparatuur. Sommige onderzeeërs in de klasse zijn in staat om Navy SEALs af te leveren via een SEAL Delivery Vehicle dat wordt ingezet vanuit de Dry Deck Shelter. Een verscheidenheid aan atmosferische controleapparatuur wordt gebruikt om het schip gedurende lange tijd onder water te laten blijven zonder te ventileren, waaronder een elektrolytische zuurstofgenerator, die zuurstof produceert voor de bemanning en waterstof als bijproduct. De waterstof wordt overboord gepompt, maar er is altijd gevaar voor brand of explosie door dit proces. 
Aan de oppervlakte of op snorkeldiepte kan de onderzeeër de hulp- of nooddieselgenerator van de onderzeeër gebruiken voor stroom of ventilatie (bijv. na een brand). De dieselmotor in een 688-klasse kan snel worden gestart door perslucht tijdens noodgevallen of om schadelijke (niet-vluchtige) gassen van de boot te evacueren, hoewel 'ventilatie' het hijsen van een snorkelmast vereist. In niet-noodsituaties vereisen ontwerpbeperkingen dat operators de normale bedrijfstemperaturen kunnen bereiken voordat deze in staat is om het volledige vermogen te produceren, een proces dat 20 tot 30 minuten kan duren. De dieselgenerator kan echter onmiddellijk worden geladen tot 100% vermogen, ondanks waarschuwingen in het ontwerp, naar goeddunken van de onderzeebootcommandant op aanbeveling van de ingenieur van de onderzeeër, indien de noodzaak dergelijke acties vereist om: (a) de elektrische stroom naar de onderzeeër te herstellen, (b) te voorkomen dat een reactorincident zich voordoet of escaleert, of (c) om het leven van de bemanning of anderen te beschermen, zoals noodzakelijk geacht door de bevelvoerend officier.

### Voortstuwing
De Los Angeles-klasse wordt aangedreven door de General Electric S6G drukwaterreactor. Het hete koelwater van de reactor verwarmt het water in de stoomgeneratoren en produceert stoom om de voortstuwingsturbines en scheepsserviceturbinegeneratoren (SSTG's) aan te drijven, die de elektrische stroom van de onderzeeër opwekken. De hogesnelheidsvoortstuwingsturbines drijven de as en de schroef aan via een reductietandwiel. In het geval van een ongeval met een reactorinstallatie heeft de onderzeeër een dieselgenerator en een reeks batterijen om elektrische stroom te leveren. Een noodvoortstuwingsmotor op de aslijn of een intrekbare secundaire voortstuwingsmotor van 325 pk drijft de onderzeeër aan op de batterij of dieselgenerator.
De S6G-reactor was oorspronkelijk ontworpen om de D1G-2-kern te gebruiken, vergelijkbaar met de D2G-reactor die werd gebruikt op de kruiser met geleide raketten USS Bainbridge. De D1G-2-kern had een nominaal thermisch vermogen van 150 MW en de turbines hadden een vermogen van 30.000 pk. Alle onderzeeërs van de Los Angeles-klasse vanaf USS Providence zijn gebouwd met een D2W-kern en oudere onderzeeërs met D1G-2-kernen zijn bijgetankt met D2W-kernen. De D2W-kern heeft een vermogen van 165 MW en het turbinevermogen steeg tot ongeveer 33.500 pk.

## Onderzeeërs van de Los Angelesklasse
| Samenvatting van de status                                | Tellen |
| --------------------------------------------------------- | ------ |
| Actief, in opdracht                                       | 20     |
| Actief (reserve), in afwachting van buitengebruikstelling | 4      |
| Omgebouwd tot afgemeerd opleidingsschip                   | 2      |
| Inactief of buiten gebruik gesteld en getroffen           | 24     |
| Verwijderd door onderzeeërrecycling                       | 11     |
| Totaal                                                    | 62     |

De klasse heeft in totaal 62 boten, verdeeld over drie flights, als volgt:
- 31 × Flight I
- 8 × Flight II met VLS
- 23 × Flight III 688i (verbeterd)

### Onderzeeërs
[bewerken]
| Naam                              | Romp nummer      | Flight               | Bouwer                         | Besteld           | Kiellegging       | Tewaterlating     | In opdracht       | Buiten gebruik gesteld   | Levensduur                                                | Status                                                                       | Homeport/ NVR pagina  |
| --------------------------------- | ---------------- | -------------------- | ------------------------------ | ----------------- | ----------------- | ----------------- | ----------------- | ------------------------ | --------------------------------------------------------- | ---------------------------------------------------------------------------- | --------------------- |
| Los Angeles                       | SSN-688          | I                    | Newport News Schipbuilding     | 8 januari 1971    | 8 januari 1972    | 6 april 1974      | 13 november 1976  | 4 februari 2011          | 34 jaar, 2 maanden en 22 dagen                            | Verwijderd door onderzeeërrecycling                                          | N.v.t                 |
| Baton Rouge                       | SSN-689          | I                    | Newport News Schipbuilding     | 8 januari 1971    | 18 november 1972  | 26 april 1975     | 25 juni 1977      | 13 januari 1995          | 17 jaar, 6 maanden en 19 dagen                            | Verwijderd door onderzeeërrecycling                                          | N.v.t                 |
| Philadelphia                      | SSN-690          | I                    | General Dynamics Electric Boat | 8 januari 1971    | 12 augustus 1972  | 19 oktober 1974   | 25 juni 1977      | 25 juni 2010             | 33 jaar, 0 maanden en 0 dagen                             | Getroffen, definitieve beschikking in afwachting                             | N.v.t                 |
| Memphis                           | SSN-691          | I                    | Newport News Schipbuilding     | 4 februari 1971   | 23 juni 1973      | 3 april 1976      | 17 december 1977  | 1 april 2011             | 33 jaar, 3 maanden en 15 dagen                            | Getroffen, definitieve beschikking in afwachting [                           | N.v.t                 |
| Omaha                             | SSN-692          | I                    | General Dynamics Electric Boat | 31 januari 1971   | 27 januari 1973   | 21 februari 1976  | 11 maart 1978     | 5 oktober 1995           | 17 jaar, 6 maanden en 24 dagen                            | Verwijderd door onderzeeër recycling                                         | N.v.t                 |
| Cincinnati                        | SSN-693          | I                    | Newport News Schipbuilding     | 4 februari 1971   | 6 april 1974      | 19 februari 1977  | 11 maart 1978     | 29 juli 1996             | 18 jaar, 4 maanden en 18 dagen                            | Verwijderd door onderzeeër recycling                                         | N.v.t                 |
| Groton                            | SSN-694          | I                    | General Dynamics Electric Boat | 31 januari 1971   | 3 augustus 1973   | 9 oktober 1976    | 8 juli 1978       | 7 november 1997          | 19 jaar, 3 maanden en 30 dagen                            | Verwijderd door onderzeeër recycling                                         | N.v.t                 |
| Birmingham                        | SSN-695          | I                    | Newport News Schipbuilding     | 24 januari 1972   | 26 april 1975     | 29 oktober 1977   | 16 december 1978  | 22 december 1997         | 19 jaar en 6 dagen (0 maanden)                            | Verwijderd door onderzeeërrecycling                                          | N.v.t                 |
| New York City                     | SSN-696          | I                    | General Dynamics Electric Boat | 24 januari 1972   | 15 december 1973  | 18 juni 1977      | 3 maart 1979      | 30 april 1997            | 18 jaar, 1 maand en 27 dagen                              | Getroffen, om te worden verwijderd door onderzeeërrecycling                  | N.v.t                 |
| Indianapolis                      | SSN-697          | I                    | General Dynamics Electric Boat | 24 januari 1972   | 19 oktober 1974   | 30 juli 1977      | 5 januari 1980    | 22 december 1998         | 18 jaar, 11 maanden en 17 dagen                           | Getroffen, definitieve beschikking in afwachting                             | N.v.t                 |
| Bremerton                         | SSN-698          | I                    | General Dynamics Electric Boat | 24 januari 1972   | 8 mei 1976        | 22 juli 1978      | 28 maart 1981     | 21 mei 2021              | 40 jaar, 1 maand en 23 dagen                              | Getroffen, definitieve beschikking in afwachting                             | N.v.t                 |
| Jacksonville                      | SSN-699          | I                    | General Dynamics Electric Boat | 24 januari 1972   | 21 februari 1976  | 18 november 1978  | 16 mei 1981       | 16 november 2021         | 40 jaar en 6 maanden                                      | Getroffen, definitieve beschikking in afwachting                             | N.v.t                 |
| Dallas                            | SSN-700          | I                    | General Dynamics Electric Boat | 31 januari 1973   | 9 oktober 1976    | 28 april 1979     | 18 juli 1981      | dinsdag 4 april 2018     | 36 jaar, 8 maanden en 17 dagen                            | Getroffen, definitieve beschikking in afwachting                             | N.v.t                 |
| La Jolla                          | SSN-701/ MTS-701 | I                    | General Dynamics Electric Boat | 10 december 1973  | 16 oktober 1976   | 11 augustus 1979  | 24 oktober 1981   | dinsdag 15 november 2019 | 38 jaar en 22 dagen                                       | Omgebouwd tot afgemeerd opleidingsschip voor de Kernenergieschool vanaf 2020 | Charleston, SC        |
| Phoenix                           | SSN-702          | I                    | General Dynamics Electric Boat | 31 oktober 1973   | 30 juli 1977      | 8 december 1979   | 19 december 1981  | 29 juli 1998             | 16 jaar, 7 maanden en 10 dagen                            | Getroffen, definitieve beschikking in afwachting                             | N.v.t                 |
| Boston                            | SSN-703          | I                    | General Dynamics Electric Boat | 10 december 1973  | 11 augustus 1978  | 19 april 1980     | 30 januari 1982   | 19 november 1999         | 17 jaar, 9 maanden en 20 dagen                            | Verwijderd door onderzeeërrecycling                                          | N.v.t                 |
| Baltimore                         | SSN-704          | I                    | General Dynamics Electric Boat | 31 oktober 1973   | 21 mei 1979       | 13 december 1980  | 24 juli 1982      | 10 juli 1998             | 15 jaar, 11 maanden en 16 dagen                           | Getroffen, definitieve beschikking in afwachting                             | N.v.t                 |
| Corpus Christi City               | SSN-705          | I                    | General Dynamics Electric Boat | 31 oktober 1973   | 4 september 1979  | 25 april 1981     | 8 januari 1983    | 3 augustus 2017          | 34 jaar, 6 maanden en 26 dagen                            | Getroffen, definitieve beschikking in afwachting                             | N.v.t                 |
| Albuquerque                       | SSN-706          | I                    | General Dynamics Electric Boat | 31 oktober 1973   | 27 december 1979  | 13 maart 1982     | 21 mei 1983       | 27 februari 2017         | 33 jaar, 9 maanden en 6 dagen                             | Getroffen, definitieve beschikking in afwachting                             | N.v.t                 |
| Portsmouth                        | SSN-707          | I                    | General Dynamics Electric Boat | 10 december 1973  | 8 mei 1980        | 18 september 1982 | 1 oktober 1983    | 10 september 2004        | 20 jaar, 11 maanden en 9 dagen                            | Getroffen, definitieve beschikking in afwachting                             | N.v.t                 |
| Minneapolis-Saint Paul            | SSN-708          | I                    | General Dynamics Electric Boat | 31 oktober 1973   | 20 januari 1981   | 19 maart 1983     | 10 maart 1984     | 28 augustus 2008         | 24 jaar, 5 maanden en 18 dagen                            | Verwijderd door onderzeeërrecycling                                          | N.v.t                 |
| Hyman G. Rickover (ex-Providence) | SSN-709          | I                    | General Dynamics Electric Boat | 10 december 1973  | 24 juli 1981      | 27 augustus 1983  | 21 juli 1984      | 14 december 2006         | 22 jaar, 4 maanden en 23 dagen                            | Getroffen, definitieve beschikking in afwachting                             | N.v.t                 |
| Augusta                           | SSN-710          | I                    | General Dynamics Electric Boat | 10 december 1973  | 1 april 1983      | 21 januari 1984   | 19 januari 1985   | 11 februari 2009         | 24 jaar en 23 dagen (0 maanden)                           | Verwijderd door onderzeeërrecycling                                          | N.v.t                 |
| San Francisco                     | SSN-711/ MTS-711 | I                    | Newport News Schipbuilding     | 1 augustus 1975   | 26 mei 1977       | 27 oktober 1979   | 24 april 1981     | 5 mei 2022               | 41 jaar en 21 dagen                                       | Omgebouwd tot afgemeerd opleidingsschip voor de Kernenergieschool vanaf 2021 | Charleston, SC        |
| Atlanta                           | SSN-712          | I                    | Newport News Schipbuilding     | 1 augustus 1975   | 17 augustus 1978  | 16 augustus 1980  | 6 maart 1982      | 16 december 1999         | 17 jaar, 9 maanden en 10 dagen                            | Getroffen, definitieve beschikking in afwachting                             | N.v.t                 |
| Houston                           | SSN-713          | I                    | Newport News Schipbuilding     | 1 augustus 1975   | 29 januari 1979   | 21 maart 1981     | 25 september 1982 | 26 augustus 2016         | 33 jaar, 11 maanden en 1 dag                              | Getroffen, definitieve beschikking in afwachting                             | N.v.t                 |
| Norfolk                           | SSN-714          | I                    | Newport News Schipbuilding     | 20 februari 1976  | 1 augustus 1979   | 31 oktober 1981   | 21 mei 1983       | dinsdag 11 december 2014 | 31 jaar, 6 maanden en 20 dagen                            | Getroffen, definitieve beschikking in afwachting                             | N.v.t                 |
| Buffalo                           | SSN-715          | I                    | Newport News Schipbuilding     | 23 februari 1976  | 25 januari 1980   | 8 mei 1982        | 5 november 1983   | 30 januari 2019          | 35 jaar, 2 maanden en 25 dagen                            | Getroffen, definitieve beschikking in afwachting                             | N.v.t                 |
| Salt Lake City                    | SSN-716          | I                    | Newport News Schipbuilding     | 15 september 1977 | 26 augustus 1980  | 16 oktober 1982   | 12 mei 1984       | 15 januari 2006          | 21 jaar, 8 maanden en 3 dagen                             | Verwijderd door onderzeeërrecycling                                          | N.v.t                 |
| Olympia                           | SSN-717          | I                    | Newport News Schipbuilding     | 15 september 1977 | 31 maart 1981     | 30 april 1983     | 17 november 1984  | 5 februari 2021          | 36 jaar, 2 maanden en 19 dagen                            | Getroffen, definitieve beschikking in afwachting                             | N.v.t                 |
| Honolulu                          | SSN-718          | I                    | Newport News Schipbuilding     | 15 september 1977 | 10 november 1981  | 24 september 1983 | 6 juli 1985       | 2 november 2007          | 22 jaar, 4 maanden en 27 dagen                            | Verwijderd door onderzeeërrecycling                                          | N.v.t                 |
| Providence                        | SSN-719          | II met VLS           | General Dynamics Electric Boat | 16 april 1979     | 14 oktober 1982   | 4 augustus 1984   | 27 juli 1985      | 22 augustus 2022         | 37 jaar en 26 dagen                                       | Getroffen, definitieve beschikking in afwachting                             | N.v.t                 |
| Pittsburgh                        | SSN-720          | II met VLS           | General Dynamics Electric Boat | 16 april 1979     | 15 april 1983     | 8 december 1984   | 23 november 1985  | dinsdag 15 april 2020    | 34 jaar, 4 maanden en 23 dagen                            | Getroffen, definitieve beschikking in afwachting                             | N.v.t                 |
| Chicago                           | SSN-721          | II met VLS           | Newport News Schipbuilding     | 13 augustus 1981  | 5 januari 1983    | 13 oktober 1984   | 27 september 1986 | 21 juli 2023             | 36 jaar, 9 maanden en 24 dagen                            | Getroffen, definitieve beschikking in afwachting                             | N.v.t                 |
| Key West                          | SSN-722          | II met VLS           | Newport News Schipbuilding     | 13 augustus 1981  | 6 juli 1983       | 20 juli 1985      | 12 september 1987 | 22 juli 2024             | 36 jaar, 10 maanden en 10 dagen                           | Getroffen, definitieve beschikking in afwachting                             | N.v.t                 |
| Oklahoma City                     | SSN-723          | II met VLS           | Newport News Schipbuilding     | 13 augustus 1981  | 4 januari 1984    | 2 november 1985   | 9 juli 1988       | dinsdag 9 september 2022 | 34 jaar en 2 maanden                                      | Getroffen, definitieve beschikking in afwachting                             | N.v.t                 |
| Louisville                        | SSN-724          | II met VLS           | General Dynamics Electric Boat | 11 februari 1982  | 24 september 1984 | 14 december 1985  | 8 november 1986   | 9 maart 2021             | 34 jaar, 4 maanden en 1 dag                               | Getroffen, definitieve beschikking in afwachting                             | N.v.t                 |
| Helena                            | SSN-725          | II met VLS           | General Dynamics Electric Boat | 19 april 1982     | 28 maart 1985     | 28 juni 1986      | 11 juli 1987      | Voorgesteld 2025         |                                                           | Actief (reserve), in afwachting van buitengebruikstelling                    | Norfolk, VA           |
| Newport News                      | SSN-750          | II met VLS           | Newport News Schipbuilding     | 19 april 1982     | 3 maart 1984      | 15 maart 1986     | 3 juni 1989       | Voorgesteld 2026         |                                                           | Actief, in opdracht                                                          | Groton, CT            |
| San Juan                          | SSN-751          | III 688i (Verbeterd) | General Dynamics Electric Boat | 30 november 1982  | 9 augustus 1985   | 6 december 1986   | 6 augustus 1988   | Voorgesteld 2024         |                                                           | Actief (reserve), in afwachting van buitengebruikstelling                    | Groton, CT            |
| Pasadena                          | SSN-752          | III 688i (Verbeterd) | General Dynamics Electric Boat | 30 november 1982  | 20 december 1985  | 12 september 1987 | 11 februari 1989  | Voorgesteld 2025         | Actief (reserve), in afwachting van buitengebruikstelling | Norfolk, VA                                                                  |                       |
| Albany                            | SSN-753          | III 688i (Verbeterd) | Newport News Schipbuilding     | 29 november 1983  | 22 april 1985     | 13 juni 1987      | 7 april 1990      |                          | Actief, in opdracht                                       | Norfolk, VA                                                                  |                       |
| Topeka                            | SSN-754          | III 688i (Verbeterd) | General Dynamics Electric Boat | 28 november 1983  | 13 mei 1986       | 23 januari 1988   | 21 oktober 1989   | Voorgesteld 2024         | Actief (reserve), in afwachting van buitengebruikstelling | Pearl Harbor, HI                                                             |                       |
| Miami                             | SSN-755          | III 688i (Verbeterd) | General Dynamics Electric Boat | 28 november 1983  | 24 oktober 1986   | 12 november 1988  | 30 juni 1990      | 28 maart 2014            | 23 jaar, 8 maanden en 28 dagen                            | Getroffen, definitieve beschikking in afwachting                             | N.v.t                 |
| Scranton                          | SSN-756          | III 688i (Verbeterd) | Newport News Schipbuilding     | 26 november 1984  | 29 augustus 1986  | 3 juli 1989       | 26 januari 1991   | Voorgesteld 2026         |                                                           | Actief, in opdracht                                                          | San Diego, Californië |
| Alexandria                        | SSN-757          | III 688i (Verbeterd) | General Dynamics Electric Boat | 26 november 1984  | 19 juni 1987      | 23 juni 1990      | 29 juni 1991      | Voorgesteld 2026         | Actief, in opdracht                                       | San Diego, Californië                                                        |                       |
| Asheville                         | SSN-758          | III 688i (Verbeterd) | Newport News Schipbuilding     | 26 november 1984  | 9 januari 1987    | 24 februari 1990  | 28 september 1991 |                          | Actief, in opdracht                                       | Apra Harbor, GU                                                              |                       |
| Jefferson City                    | SSN-759          | III 688i (Verbeterd) | Newport News Schipbuilding     | 26 november 1984  | 21 september 1987 | 17 augustus 1990  | 29 februari 1992  |                          | Actief, in opdracht                                       | Apra Harbor, GU                                                              |                       |
| Annapolis                         | SSN-760          | III 688i (Verbeterd) | General Dynamics Electric Boat | 21 maart 1986     | 15 juni 1988      | 18 mei 1991       | 11 april 1992     | Voorgesteld 2027         | Actief, in opdracht                                       | Apra Harbor, GU                                                              |                       |
| Springfield                       | SSN-761          | III 688i (Verbeterd) | General Dynamics Electric Boat | 21 maart 1986     | 29 januari 1990   | 4 januari 1992    | 9 januari 1993    |                          | Actief, in opdracht                                       | Apra Harbor, GU                                                              |                       |
| Columbus                          | SSN-762          | III 688i (Verbeterd) | General Dynamics Electric Boat | 21 maart 1986     | 9 januari 1991    | 1 augustus 1992   | 24 juli 1993      |                          | Actief, in opdracht                                       | Pearl Harbor, HI                                                             |                       |
| Santa Fe                          | SSN-763          | III 688i (Verbeterd) | General Dynamics Electric Boat | 21 maart 1986     | 9 juli 1991       | 12 december 1992  | 8 januari 1994    |                          | Actief, in opdracht                                       | San Diego, Californië                                                        |                       |
| Boise                             | SSN-764          | III 688i (Verbeterd) | Newport News Schipbuilding     | 6 februari 1987   | 25 augustus 1988  | 23 maart 1991     | 7 november 1992   |                          | Actief, in opdracht                                       | Norfolk, VA                                                                  |                       |
| Montpelier                        | SSN-765          | III 688i (Verbeterd) | Newport News Schipbuilding     | 6 februari 1987   | 19 mei 1989       | 23 augustus 1991  | 13 maart 1993     | Actief, in opdracht      | Norfolk, VA                                               |                                                                              |                       |
| Charlotte                         | SSN-766          | III 688i (Verbeterd) | Newport News Schipbuilding     | 6 februari 1987   | 17 augustus 1990  | 3 oktober 1992    | 16 september 1994 | Actief, in opdracht      | Pearl Harbor, HI                                          |                                                                              |                       |
| Hampton                           | SSN-767          | III 688i (Verbeterd) | Newport News Schipbuilding     | 6 februari 1987   | 2 maart 1990      | 3 april 1992      | 6 november 1993   | Actief, in opdracht      | San Diego, Californië                                     |                                                                              |                       |
| Hartford                          | SSN-768          | III 688i (Verbeterd) | General Dynamics Electric Boat | 30 juni 1988      | 22 februari 1992  | 4 december 1993   | 10 december 1994  | Actief, in opdracht      | Groton, CT                                                |                                                                              |                       |
| Toledo                            | SSN-769          | III 688i (Verbeterd) | Newport News Schipbuilding     | 10 juni 1988      | 6 mei 1991        | 28 augustus 1993  | 24 februari 1995  | Actief, in opdracht      | Groton, CT                                                |                                                                              |                       |
| Tucson                            | SSN-770          | III 688i (Verbeterd) | Newport News Schipbuilding     | 10 juni 1988      | 15 augustus 1991  | 20 maart 1994     | 18 augustus 1995  | Actief, in opdracht      | Pearl Harbor, HI                                          |                                                                              |                       |
| Columbia                          | SSN-771          | III 688i (Verbeterd) | General Dynamics Electric Boat | 14 december 1988  | 21 april 1993     | 24 september 1994 | 9 oktober 1995    | Actief, in opdracht      | Pearl Harbor, HI                                          |                                                                              |                       |
| Greeneville                       | SSN-772          | III 688i (Verbeterd) | Newport News Schipbuilding     | 14 december 1988  | 28 februari 1992  | 17 september 1994 | 16 februari 1996  | Actief, in opdracht      | Pearl Harbor, HI                                          |                                                                              |                       |
| Cheyenne                          | SSN-773          | III 688i (Verbeterd) | Newport News Schipbuilding     | 28 november 1989  | 6 juli 1992       | 16 april 1995     | 13 september 1996 | Actief, in opdracht      | Pearl Harbor, HI                                          |                                                                              |                       |